# Kismaayo
Kismayo (somali: Kismaayo o Kismaayu o Kismayu; àrab: كيسمايو, Kīsmāyū; italià: Chisimaio; noms alternatius comuns Kismaanyo, Kisimayu, Kisimayo, Chisimayu, Kishimayo, Kishimayu, Kishmayo i Kishmayu) és una ciutat portuària del sud de Somàlia, capital de la regió de Jubbada Hoose i segona ciutat del país (tercera si es compta Hargeisa a Somalilàndia). Està situada a 528 km al sud-oest de Mogadiscio, propera a la desembocadura del riu Juba. El 2007 la població s'estimava en 700.000 persones.

## Districtes i ètnies
Està dividida en cinc degmo o districtes: Farjano, Faanoole, Siinaay, Shaqaalaha i Calanleey. Aquest darrer és el més antic on es va iniciar la ciutat el 1872. A la ciutat viuen somalis, indis, àrabs, bantus somalis, bravanesos (barawaani), baajuuns i altres.

## Història
Fou fundada el 1872 per orde del sultà de Zanzíbar Barghash ben Said (1870-1878). El 1875 fou ocupada dos mesos pels egipcis però la seva presència no es va mantenir.
En aquestos anys els somalis locals van vendre terrenys a especuladors indis, que van registrar els seus títols a Zanzíbar.
La ciutat fou ocupada pacíficament el 1887 per la British East Africa Association que acabava de rebre del sultà de Zanzíbar el dret d'administrar els territoris zanzibaresos entre el riu Tana fins als territoris de l'Àfrica Oriental Alemanya al sud de Mombasa, en una línia de 240 km, territoris que, junt amb la seva continuació natural cap a l'interior, havien estat assignats a l'esfera d'influència britànica per la conferència de Berlín de 1885, però dels que Kismayo no formava part. El 3 de setembre de 1888 la companyia va rebre carta reial de la reina Victòria (chartered) i es va transformar en la Imperial British East Africa Company (Companyia Imperial Britànica de l'Àfrica Oriental) amb centre d'operacions a Mombasa.
Todd, representant de la Companyia a la ciutat va decretar que totes les terres no registrades pertanyien a la companyia conforme al tractat amb el sultà; això va tenir l'oposició dels caps somalis que van reclamar a Pigott, representant de la companyia a Mombasa, exigint el cessament de Todd. Pigott que desconeixia la importància del tema, no en va fer cas i va encarregar a Todd de resoldre el conflicte de la millor manera possible. Todd va convocar una assemblea pública a la que no es podia anar armat. Todd i un amic seu italià de visita a la ciutat, el comte Locatelli, van acordar amb la tripulació del vaixell H.M.S. Widgeon, ancorat al port, que bombardegessin si la bandera hissada a l'edifici de la reunió era abaixada; Todd tenia també la intenció d'arrestar als caps de clan si no hi havia acord. Mentre es feia l'assemblea es va saber que mariners del vaixell havien desembarcat armats; els somalis es van mostrar nerviosos. Todd es va aixecar de la cadira per donar garanties i els somalis es van aixecar també; Locatelli pensant que volien atacar al seu amic, va treure el seu revòlver i va disparar; això va iniciar un gran aldarull; Todd fou ferit al coll i es va fer el senyal per la intervenció; el vaixell va començar el bombardeig de l'edifici i la ciutat. Pocs dies després forces combinades dels clans somalis, i dels indis i àrabs van atacar la ciutat; la lluita es va estendre als districtes veïns. Es van enviar reforços des de Zanzíbar formats per tropes de l'Estat de Hyderabad, però aquestes es van amotinar i es van sumar en gran part als rebels. Finalment la situació va poder ser controlada.
L'1 de juliol de 1890 després del tractat entre Gran Bretanya i Alemanya, la regió costanera més al nord, domini feudal nominal del sultà de Zanzíbar, va passar a ser administrat també per la companyia, pagant un lloguer al sultà, regularitzant així una situació de facto. Zanzíbar va quedar sota protectorat britànic el 7 de novembre de 1890. La companyia va fer fallida el 30 de juny de 1895, i l'endemà, 1 de juliol, el govern britànic va declarar el protectorat d'Àfrica Oriental Britànica (British East Africa Protectorate), sota administració del Foreign Office fins al 1905, i el va dividir en tres districtes: Seyyidie, Ukamba i Jubalàndia (Jubaland). El mateix dia el sultà de Zanzíbar cedia les seves possessions costaneres al Regne Unit.
Del districte de Jubalàndia la ciutat de Kismayo en fou la capital. Aquest districte fou cedit el 15 de juliol del 1924 a Itàlia en compensació per la seva participació en la I Guerra Mundial i transferit als italians el 29 de juny del 1925 (després de la ratificació del tractat pel Parlament) en una cerimònia a Kismayo en què es va abaixar la bandera britànica i es va hissar la italiana. Va formar llavors la colònia d'Oltre Giuba, de la que fou capital, i que fou annexionada a la Somàlia Italiana el 1926.
Dins de la Somàlia Italiana va formar part del comissariat del Baix Juba, del que fou capital. Del 1941 al 1950 va estar sota administració militar britànica. El 1950 l'ONU va confiar l'antiga Somàlia Italiana a Itàlia en mandat per deu anys. El 1960 va esdevenir capital de la província del Baix Juba que va existir fins al 1982, però va perdre aquesta condició el 1968 en favor de Jamaame.
El 1982 quan es va crear la regió de Jabbada Hoose va recuperar la condició de capital.
El 1991, després de ser enderrocat Siad Barre, la ciutat va estar sovint en mans del general Muhammad Siyad Hersi, àlies Morgan, gendre de Barre, que se'n va assegurar el control el 1992.
El 3 de setembre de 1998 Morgan va anunciar l'establiment d'un estat autònom anomenat Jubaland amb capital a Kismaayo.
El novembre de 1998 les milícies d'Husayn Aydid Jr. (Aliança Nacional Somali) van ocupar temporalment Kismaayo però al mateix temps, el 5 de novembre de 1998 l'ERR (Exèrcit de Resistència Rahaweyn) va capturar el districte de Waajid (sud-oest de Somàlia, a la regió de Bakool) que estava en mans de Husayn Aydid, i altres grups van atacar posicions d'Aydid, i aquest atacs van permetre a Morgan recuperar Kishimayu.
Morgan fou expulsat de Kishimayu l'11 de juny de 1999 per les Forces Aliades Somalis dirigides per Ahmed Warsame, forces formades principalment pels clans ogadeni (Moviment Patriòtic Somali de Gabiyow) i habar gedir (Aliança Nacional Somali) aliades al Front Democràtic de Salvació de Somàlia, dels darod. Totes aquestes forces a Jubaland es van unir en un nou grup anomenat Aliança de la Vall del Juba que des del 2000 va donar suport als nou govern interí que es va establir a Mogadiscio l'octubre d'aquell any (Govern Nacional de Transició GNT). El 18 de juny del 2001 l'Aliança va establir un govern regional lleial al govern interí de Somàlia.
El 6-7 d'agost del 2001 Morgan va recuperar Kismaayo però en fou expulsat altre cop i va retornar a la seva base de Bulo Haji. Un altre atac el maig del 2004 fou també rebutjat. Morgan dominava una part de la regió però no la capital i rodalia.
L'agost del 2006 la Unió de Corts Islàmiques de Somàlia que ja dominava Mogadiscio es va apoderar de Jubaland, entrant a Kismaayo el 24 de setembre de 2006, d'eon va expulsar a l'Aliança de la Vall del Juba. El 28 de desembre les milícies de les corts es van retirar de Mogadiscio cap a Kismaayo; el 30 de desembre els clans local van demanar a les forces de les corts de retirar-se de la ciutat per evitar que fos destruïda, però no ho van aconseguir; el 31 de desembre es va lliurar la batalla de Jilib en què els etíops i forces del Govern Federal de Transició (GFT) van derrotar els islamistes que l'1 de gener es van retirar cap a la frontera de Kenya (districte de Badhadhe amb quarters a Ras Kamboni) mentre les forces etíops i del GFT entraven a la ciutat.
Al desembre del 2007 les forces islamistes reorganitzades, principalment el Moviment de la Joventut Mojahideen, dominaven la meitat de la ciutat i quasi tota la regió. El 20 d'agost del 2008 el Moviment de la Joventut Mojahideen va iniciar l'ofensiva per ocupar la ciutat i expulsar a les milícies favorables al GFT; en tres dies de lluita els islamistes van derrotar a les milícies locals dirigides pel marehan Barre Hirale, i van prendre el control de la ciutat (22 d'agost). Després de la fugida dels milicians enemics els islamistes van començar a desarmar a la població.